# Eutektikum
Eutektikum (z řečtiny εὔτηκτος, eútéktos = snadno tavitelný; εύ, eu = jednoduchý, dobrý; τήκω, tékó = tát) je tuhá směs dvou a více látek, jejichž krystaly se vytvářely při společném tuhnutí. Čisté eutektikum se nazývá směs s takovými podíly všech složek, při nichž je teplota tuhnutí směsi nejnižší. Pokud se jeden podíl jedné složky odlišuje, vzniká směs podeutektická, u které je tuhá fáze tvořena směsí eutektika a krystalů jedné složky, nebo směs nadeutektická, u které je tuhá fáze tvořena směsí eutektika a krystalů ostatních složek. Aby dvě látky vůbec mohly tvořit eutektikum, musí být splněny tyto podmínky:
- látky jsou v pevném skupenství nerozpustné nebo alespoň částečně nerozpustné
- látky jsou v kapalném skupenství vzájemně mísitelné
- jejich teploty tání jsou dostatečně blízké
- eutektická teplota (= eutektický bod) je nižší než teploty tání obou samostatných složek.

Směsi, které některé z těchto podmínek nesplňují, netvoří eutektickou směs, ale jiné soustavy, například peritektickou směs nebo tuhý roztok, který neobsahuje krystaly.
Křivka tvaru V směřující do eutektického bodu například ve fázovém diagramu Fe-C se nazývá eutektikála. Pod touto křivkou se vylučuje nízkouhlíkatá fáze (tuhý roztok) α–ferit. Přebytečný uhlík obohacuje austenit až do dosažení eutektické teploty 723 °C.

## Vznik eutektika
Vlastnosti takové směsi dvou látek silně závisí na tom, jaké fyzikální procesy se v ní odehrávají při tuhnutí. Tyto procesy lze poměrně snadno zevnějšku vysledovat na křivkách tuhnutí, což jsou závislosti poklesu teploty na čase při tuhnutí směsi, na kterých jsou u tuhnutí směsí vidět různé teplotní zlomy. Přímo lze pak výsledky těchto procesů pozorovat speciálními mikroskopy, kterými se typicky v metalurgii zkoumají krystaly v řezech slitin kovů. Příkladem jsou Widmanstättenovy obrazce u meteoritů.
Čistá látka krystalizuje při zcela konkrétní hodnotě teploty tuhnutí a odevzdává přitom svoje latentní teplo tuhnutí, takže teplota po nějaký čas zůstává neměnná a teprve potom začne klesat. Oproti tomu u směsi látek dochází ke krystalizaci v určitém rozmezí teplot, a stejně tak i naopak – podle rozmezí teplot tání lze zjistit, že nejde s čistým kovem, ale směs.
Pokud je koncentrace směsi podeutektická nebo nadeutektická, první začne krystalizovat látka ve vyšší než eutektické koncentraci.
Struktura směsi tedy vypadá tak, že v tekuté fázi rostou pevné krystaly látky s vyšší koncentrací a její koncentrace v roztoku se tak postupně snižuje. Navenek má směs těstovitý charakter, který může mít i směs kapalné a tuhé fáze čisté látky (ne-směsi). Obvykle jej lze pozorovat například u nápoje ledová tříšť, což je směs ledu a cukru, nebo u chování tuhnoucí pájky (slitina cínu a olova, případně dalších kovů) při pájení, pokud se s pájeným spojem v těstovitém stavu pohne.
Když v roztoku díky krystalizaci první složky koncentrace obou složek dosáhnou eutektické hodnoty, zastaví se pokles teploty neboť i druhá složka začne odevzdávat své latentní teplo a společně s první krystalizovat. Právě takto společně krystalizovaná struktura se nazývá eutektikum a například u ztuhlých slitin kovů se pozná pod mikroskopem podle velmi drobných vzájemně promíchaných krystalků obvykle plochého nebo zrnitého tvaru. Teprve po dokončené krystalizaci eutektika je směs v plně tuhém stavu a teplota začne opět s časem klesat. Protože eutektikum má nejnižší teplotu tuhnutí, vytváří se v nadeutektických nebo podeutektických směsích vždy až druhotně. Předchází mu prvotní vytváření krystalů složky směsi s vyšší koncentrací.
Je-li směs přesně v eutektickém poměru, začne z tekuté fáze přímo (prvotně) krystalizovat eutektikum a krystalizuje až do plného ztuhnutí směsi.
Při provedení řady měření křivek tuhnutí od čisté první látky přes směsi se zvyšující se koncentrací látky druhé včetně koncentrace eutektické až k čisté látce druhé a zaznamenání body zlomu a teplotu tuhnutí druhé složky, lze zkonstruovat takzvaný fázový diagram směsi obou látek.

## Fázový diagram eutektické směsi

Fázový diagram slitiny cín–olovo. Bod, kde se stýká oblast 3 a 4, se nazývá eutektický bod. Čáry mezi oblastmi 1–3 a 1–4 tvoří eutektikálu ve tvaru V. Vrcholy eutektikály vpravo a vlevo jsou body tání čistých složek.

Fázový diagram vyjadřuje fázi (skupenství) látek v závislosti na teplotě. U eutektických směsí má v tomto diagramu křivka rozhraní mezi kapalným a pevným skupenstvím typický vzhled připomínající písmeno V (eutektikála), kde takzvaný eutektický bod (bod s nejnižší teplotou tání) leží na ose teploty nejníže, níže než leží teploty tání obou čistých složek. Pokud alespoň jedna ze složek směsi je kov, nazýváme takovou soustavu namísto obecnějšího pojmu směs pojmem slitina.
Jednotlivé oblasti na uvedeném příkladu fázového diagramu vyjadřují tento stav slitiny:
1. Oblast, kde je slitina v kapalném skupenství (křivka ve tvaru širokého V ohraničující tuto oblast zespoda se nazývá křivka liquidu, eutektikála)
2. Atomy olova jsou plně rozpuštěny v krystalové mřížce cínu
3. Kapalná slitina, ve které se tvoří pevné krystalky tuhého roztoku olova v cínu
4. Kapalná slitina, ve které se tvoří pevné krystalky tuhého roztoku cínu v olovu
5. Atomy cínu jsou plně rozpuštěny v krystalové mřížce olova
6. Obě látky jsou v pevném stavu ve formě vzájemně promíchaných krystalků (křivka typicky ve tvaru obráceného U nad touto oblastí se nazývá křivka solidu)

## Použití eutektik
Eutektické směsi se nejčastěji používají právě kvůli své vlastnosti, že jejich teplota tání je výrazně nižší než teploty tání jednotlivých složek. V metalurgii dává díky jemným vzájemně promíchaným krystalkům eutektická fáze slitině navíc zvláštní mechanické vlastnosti.

### Využití v metalurgii
Velmi časté je využití v metalurgii, kde se směsi kovů nazývají slitiny, tedy v tomto případě eutektické slitiny. Typickým příkladem je třeba spojování kovů pájením. Pájka je právě eutektická slitina (například cínu a olova). Dosahuje se tak u ní teploty tání 183 °C, ačkoliv teplota tání samotného cínu je 232 °C a teplota tání olova 328 °C.

### Využití mimo metalurgii
Nejznámější použití eutektické směsi mimo metalurgii je solení silnic v zimním období. Voda má teplotu tání 0 °C, sůl neboli chlorid sodný ji má 801 °C. Nicméně po smíchání ve vhodném hmotnostním poměru (23,3 % soli) klesne teplota tání směsi až na −21,2 °C, tedy osolená voda tuhne až při takto nízké teplotě. Při solení silnic se ovšem ani zdaleka nedosahuje tohoto eutektického poměru soli, proto prakticky solení funguje jen do teploty cca −6 °C.
Využití ovšem nalézají eutektické směsi i v mnoha jiných oborech lidské činnosti. Například ve sklářství se do čistého křemenného skla, které má velmi vysokou teplotu tání přidávají látky na její snížení jako vápník, sodík, olovo atd.